# جيمس ارتشر
جيمس ارتشر (بالإنجليزية: James Archer)‏ هو لاعب اتحاد الرغبي نيوزلندي، ولد في 31 مايو 1900 في إنفركارجل في نيوزيلندا، وتوفي في 15 يوليو 1979 في أوامرو ‏ في نيوزيلندا.